# 龙虾卷
龙虾卷（英語：Lobster roll）是起源于美国新英格兰地区的一种三明治。它是由龙虾肉制成的，放在热狗面包上。配料还可能包括黄油、柠檬汁、盐、黑胡椒，新英格兰的一些地方用蛋黄酱代替了黄油。有的做法也可能包含切碎的的芹菜或葱。薯片或炸薯条是典型的配菜。

## 概述
龙虾卷通常在餐车、餐厅和海鲜市场供应，是一种受欢迎的夏季三明治。
在美国东北部，龙虾卷有两种常见的做法，缅因风格的和康涅狄格风格的。缅因龙虾卷的龙虾是冷的，龙虾肉被涂上蛋黄酱，龙虾沙拉被塞进一个涂了黄油的顶部切开的热狗面包中。而康涅狄格龙虾卷则使用热龙虾肉搭配热黄油，不使用蛋黄酱。
龙虾卷也在加拿大海洋省份受欢迎。1993年，加拿大新斯科舍省安蒂戈尼什的麦当劳首次推出了McLobster。